# Kvarteret Färjan

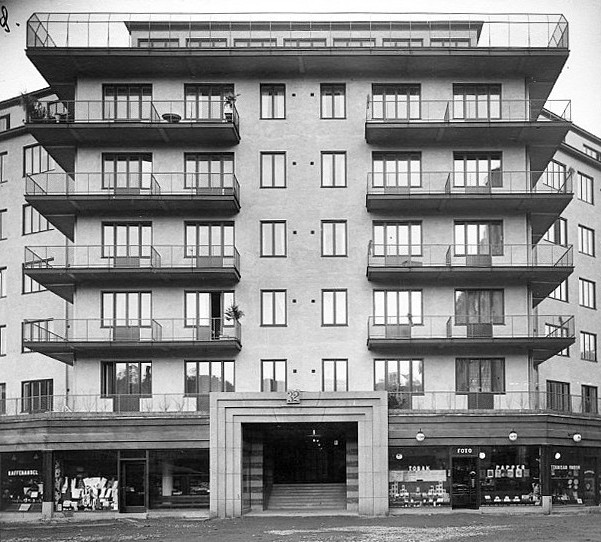
Alströmergatan 32 på 1930-talet. Högst upp med takterrass låg barnkrubban.

Kvarteret Färjan ligger på norra Kungsholmen i Stockholm. Kvarteret omges av Alströmergatan i söder, Svarvargatan i väster och i norr samt Gjutargatan i öster. Kvarteret består av två fastigheter, Färjan 10 och 11, som är bebyggda med bostäder, uppförda 1928–1929 och ritade av arkitekt Sven Wallander. Kvarteret Färjan är en av Stockholms omkring tio storgårdskvarter och var när det byggdes Skandinaviens största bostadshus. Bebyggelsen är blåklassad av Stadsmuseet i Stockholm, vilket innebär att bebyggelsens kulturhistoriska värde av stadsmuseet anses motsvara fordringarna för byggnadsminnen i Kulturmiljölagen.

## Kvarteret

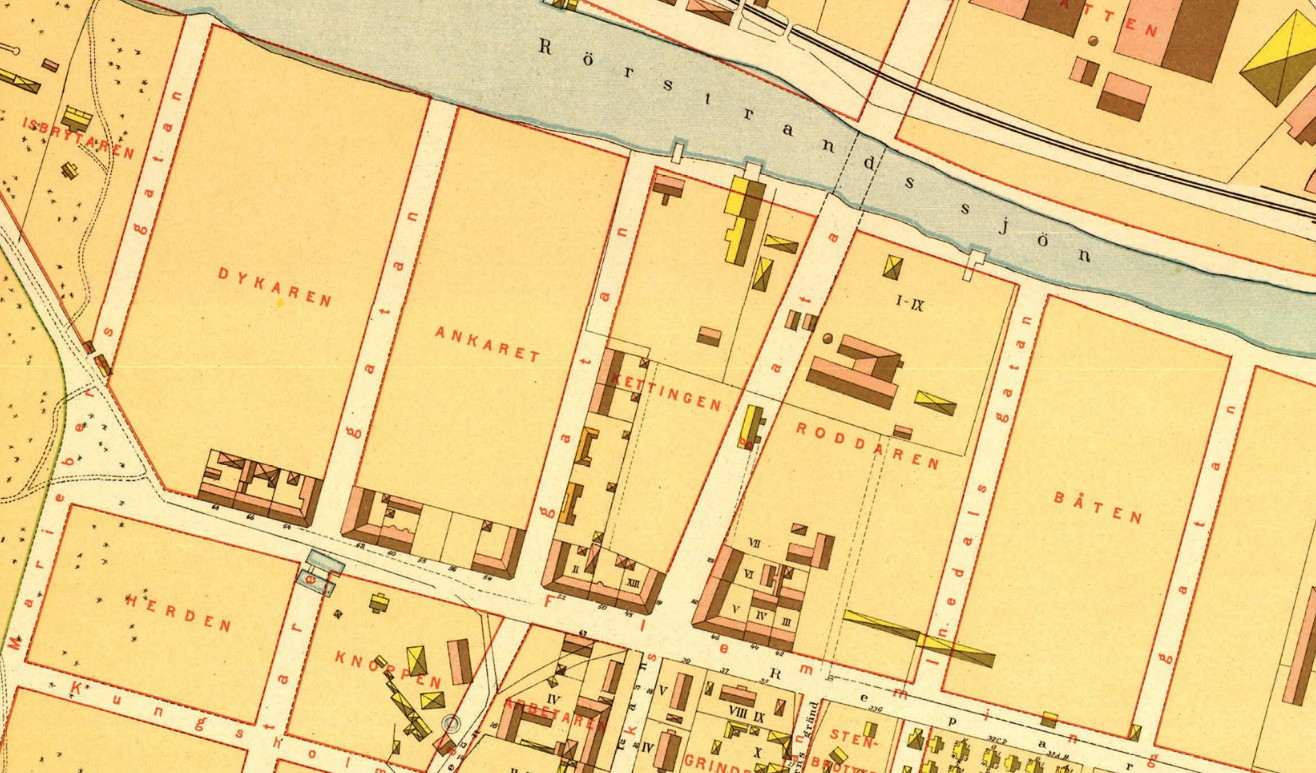
Lundgrens karta från 1885.

Kvarteret Färjan hör till samma kategori fartygsrelaterade begrepp som finns på norra Kungsholmen mellan Fleminggatan och Kungsholms strand. Troligen var det Karlbergssjön som inspirerat till namngivningen. Enligt generalplanen för Stockholm från 1885 anordnades här (från väst till öst) kvarteren Isbrytaren, Dykaren, Ankaret, Kättingen (då stavat med "e"), Roddaren och Båten. Den nya tomtindelningen framgår av Lundgrens karta. Kvarteret Färjan bildades först på 1920-talet och var ursprungligen den norra delen av kvarteret Dykaren. 
I Dykaren ägde Mosaiska församlingen i Stockholm ett större markområde. Här fanns även byggnaden Aronsberg, uppkallad efter Aaron Isaac. På 1780-talet lät han anlägga den Mosaiska begravningsplatsen Aronsberg som fortfarande ligger här i en tidigare dalsänka vid Alströmergatan. Området för nuvarande kvarteret Färjan förvärvades på 1920-talet av HSB från Mosaiska församlingen. Tomten var bebyggd med ett 20-tal mindre hus och förrådsbodar som revs. En ny stadsplan, undertecknad av stadsplanedirektören Albert Lilienberg, drogs upp i mars 1928 och fastställdes i augusti 1928.

## Kvarterets bebyggelse

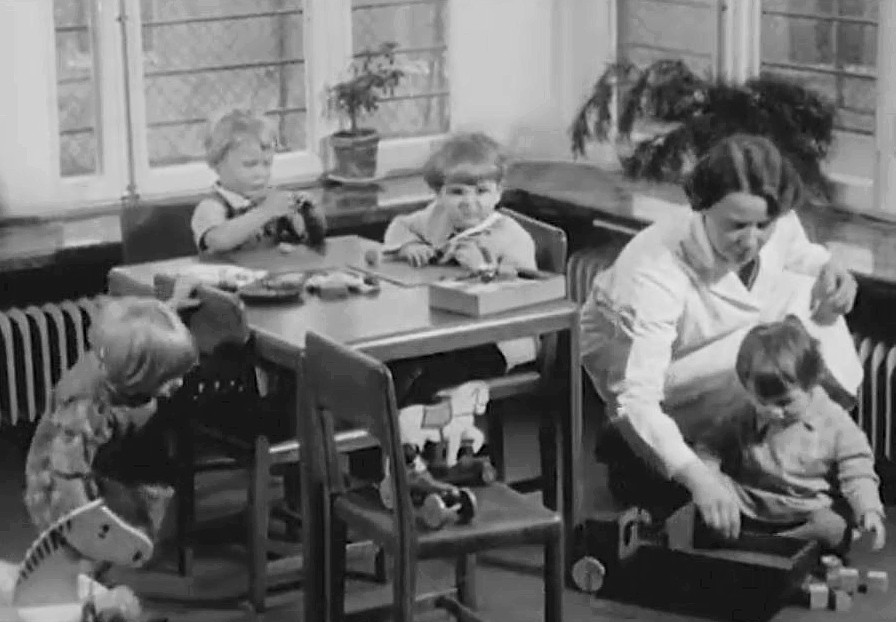
Färjans barnkrubba, 1930.

Den nya bebyggelsen på Färjan formgavs av HSB:s chefsarkitekt Sven Wallander. Resultatet blev en storskalig arkitektur i 1920-talsklassicism som för tanken till samtida kommunala bostadsbygge i Wien.
Husen uppfördes i fyra respektive fem våningar och någon enstaka källarvåning. Husbredden är 15 meter och motsvarar därmed ett typiskt tjockhus som förordades av Wallander. Konstruktör var Lindners konstruktionsbyrå och byggmästare var Oscar Edlund. Anläggningen är upplyft på en terrass och grupperad kring en stor, gemensam parkliknande innergård med planteringar, fontän, bänkar och bord. Härifrån kan samtliga trappuppgångar nås. Fasaderna utåt gatorna är slammade och avfärgade i varmvit kulör, mot gården i roströd.
Till moderniteterna hörde bland annat badrum i alla lägenheter, centralvärme och sopnedkast i trapphusen. Köken hade för tiden modern standard med inbyggnadsskåp, skafferi, diskbänk och gasspis. Husens barn kunde lämnas till en ”barnkrubba” (ett barndaghem) som låg på översta våningen i det centrala huvudtrapphuset vid Alströmergatan 32. Här fanns även en hiss, som gick ända upp till barnkrubban. De övriga trapphusen saknade hissar. I bottenvåningen mot Alströmergatan inrättades kommersiella lokaler som kunde ge hyresintäkter. Längs med Svarvargatan finns parkeringsgarage. Barndaghemmet avvecklades sedermera och 1997 byggdes lokalerna om till tre lägenheter.
Lägenheterna var små, huvudsakligen ettor och tvåor, de flesta mellan 30 och 45 m². Färjan skulle fungera som ett gott exempel på modern bostadsproduktion. I Dagens Nyheter beskrevs bostadsföreningen för ”ultramodern”. Bland medlemmarna märks Karin Boye som bodde här en kort tid i slutet av 1920-talet. Idag finns totalt 487 lägenheter (inklusive tre nybyggda). Anläggningen ägs och förvaltas av HSB:s bostadsrättsföreningen Färjan.

## Nutida bilder

Fasader
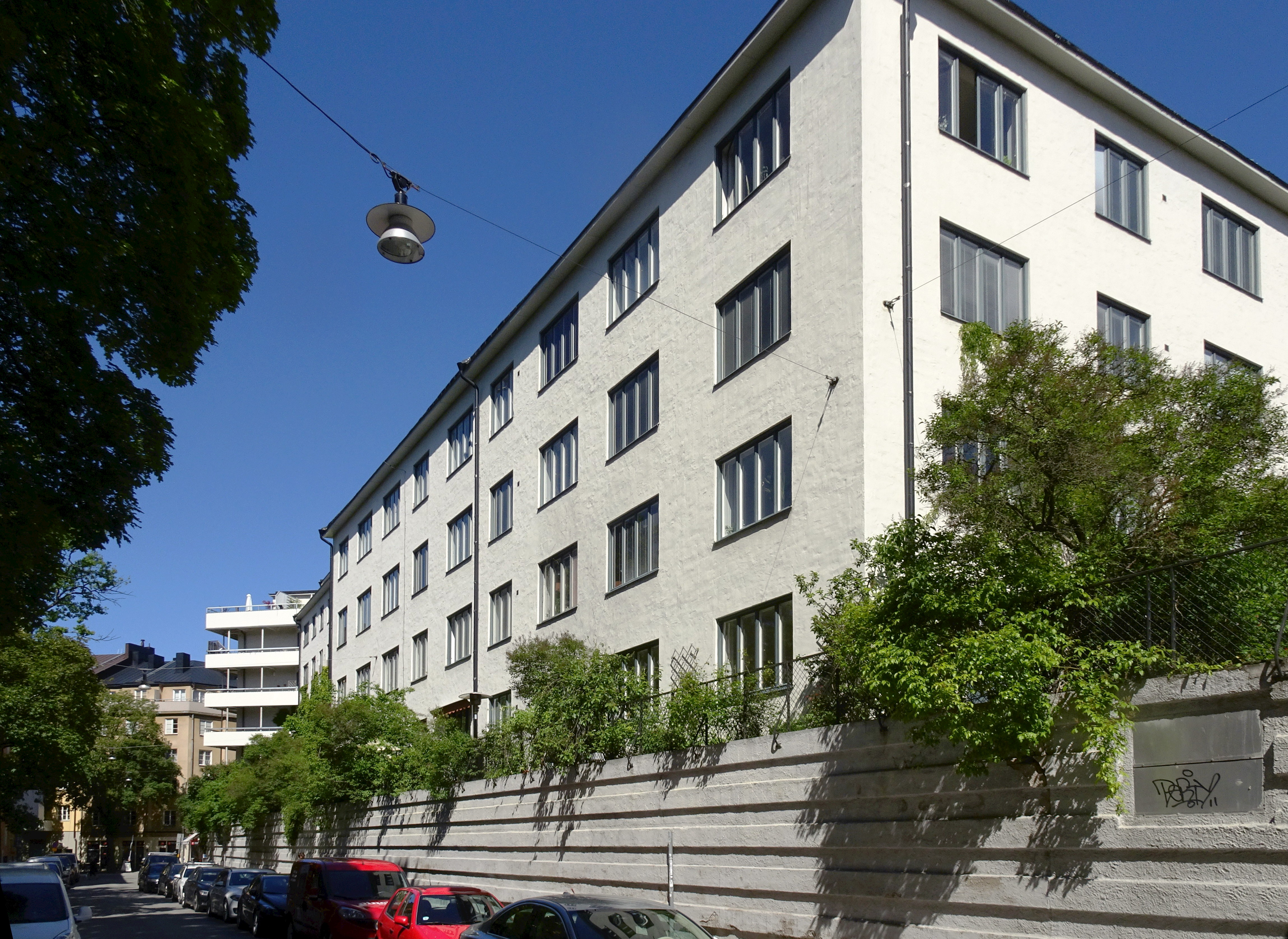
Mot Alströmergatan.
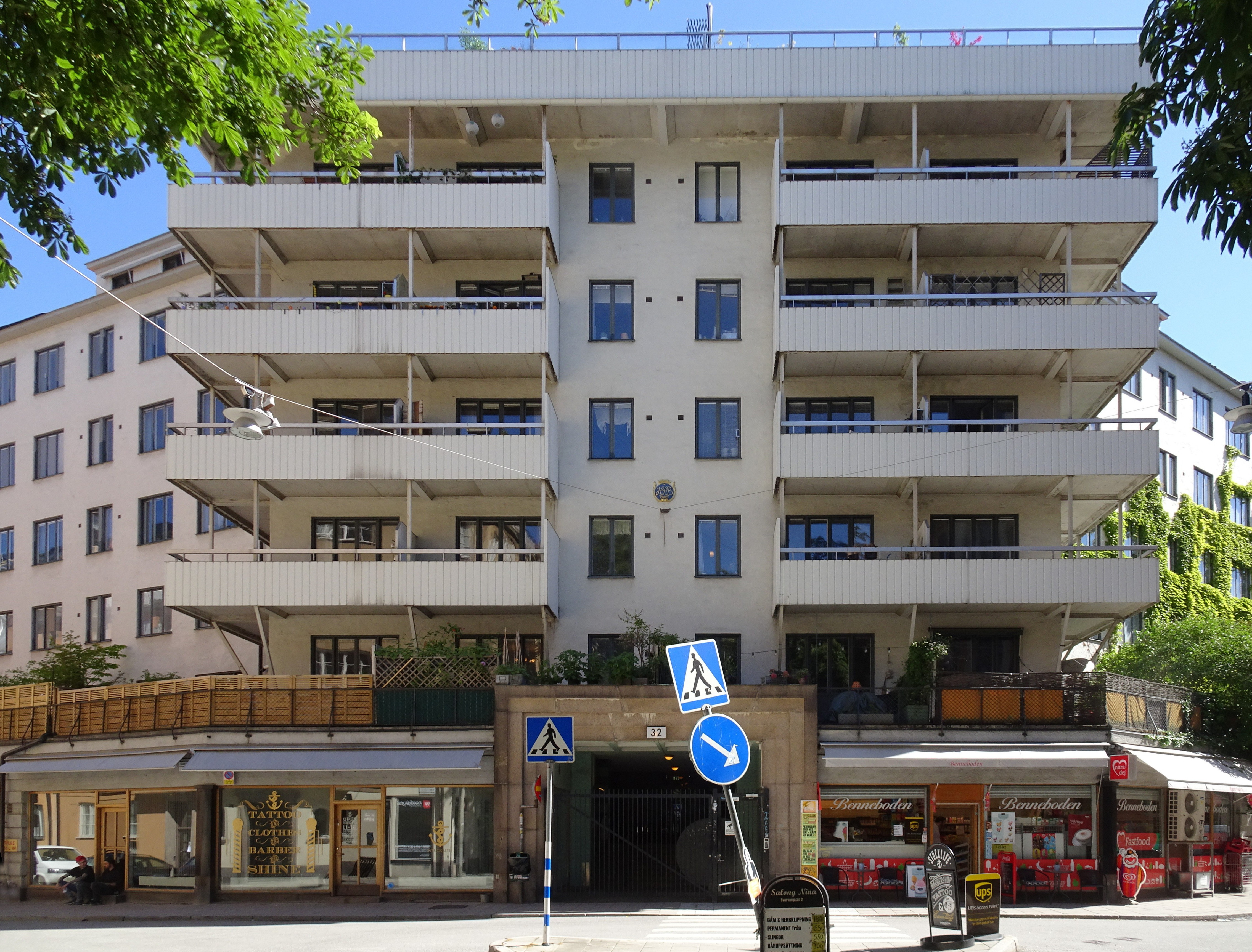
Huvudentrén Alströmergatan/Svarvargatan.
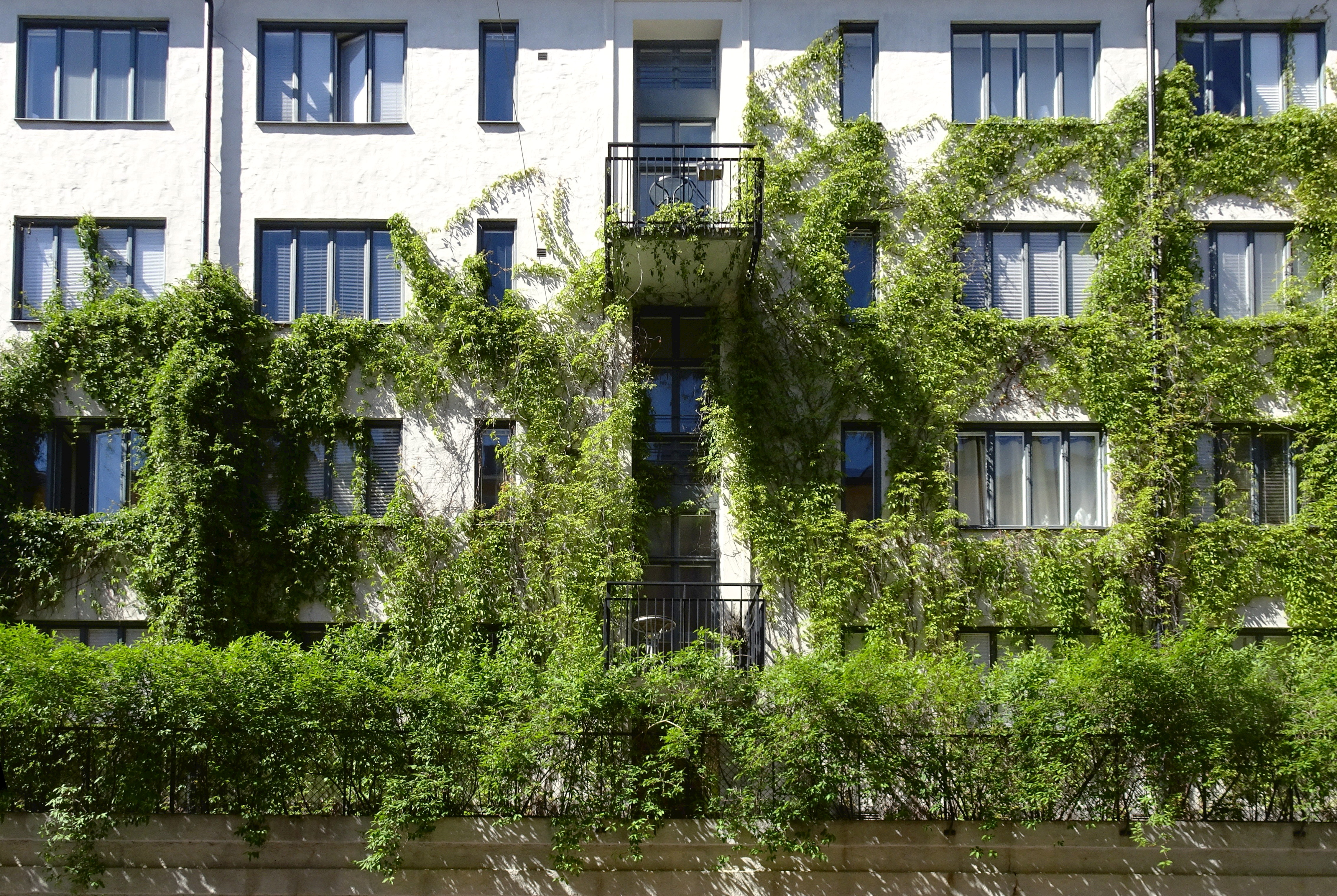
Mot Gjutargatan.
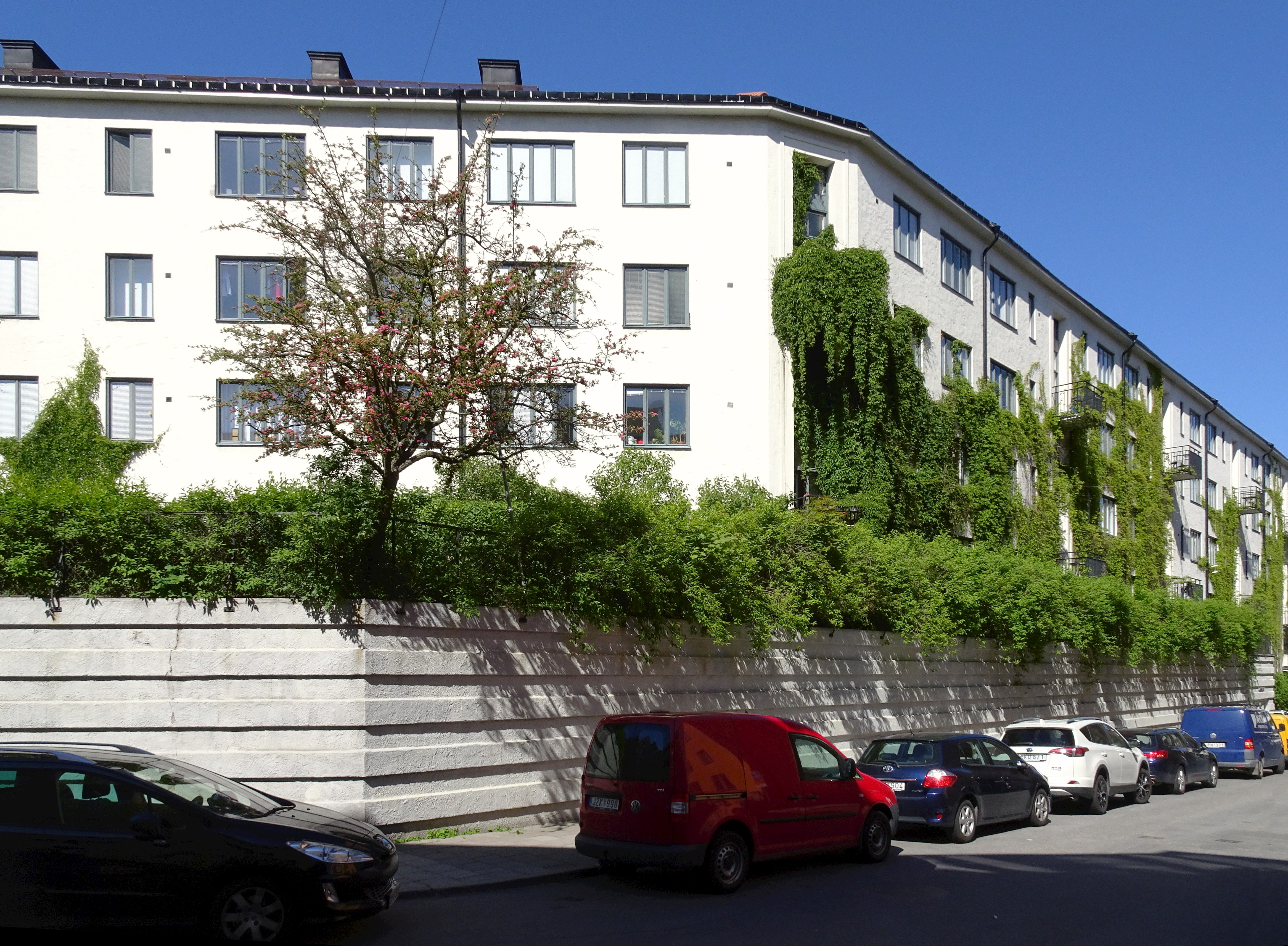
Mot Gjutargatan.

Gården
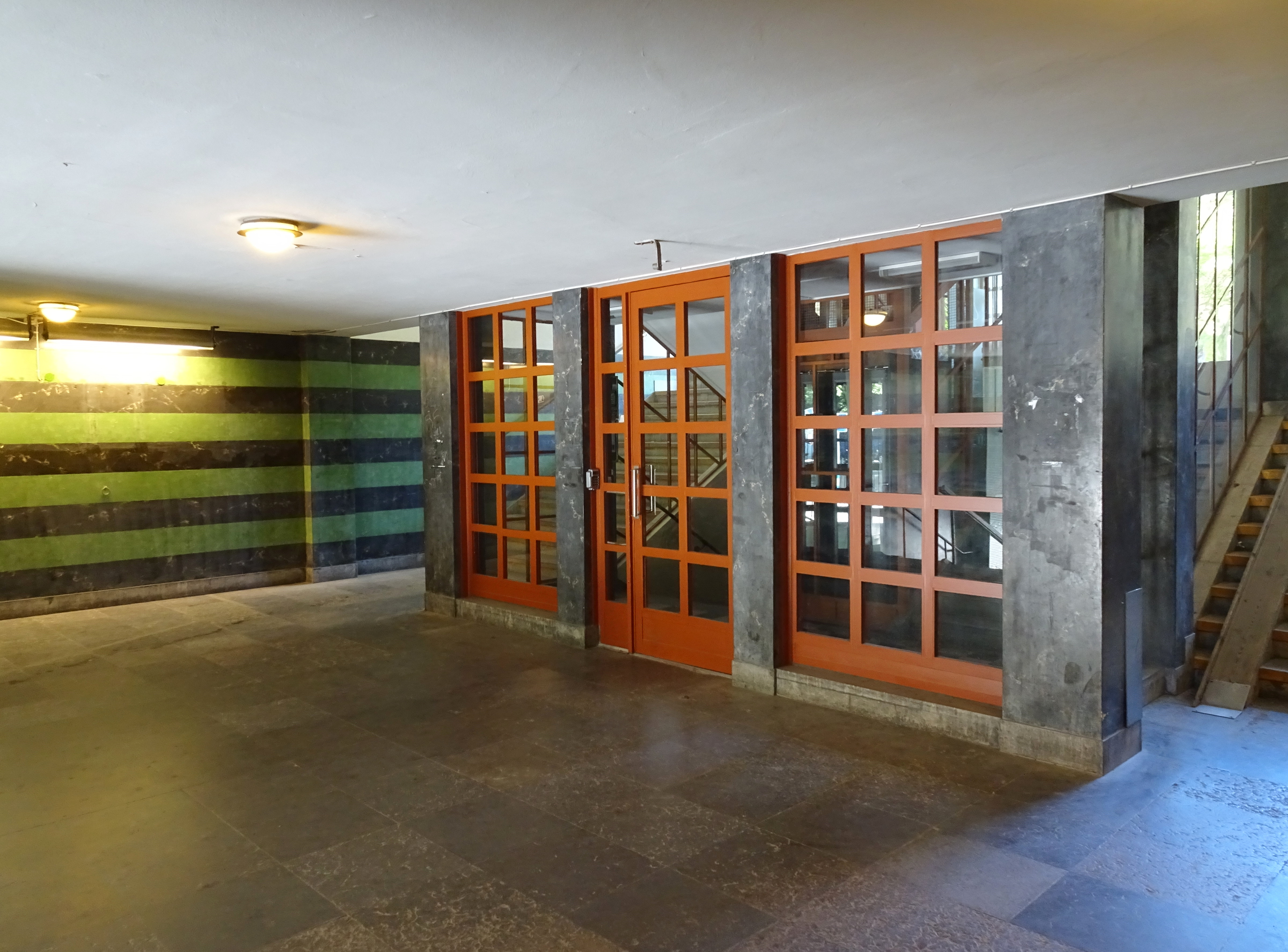
Entréhall, huvudentrén.
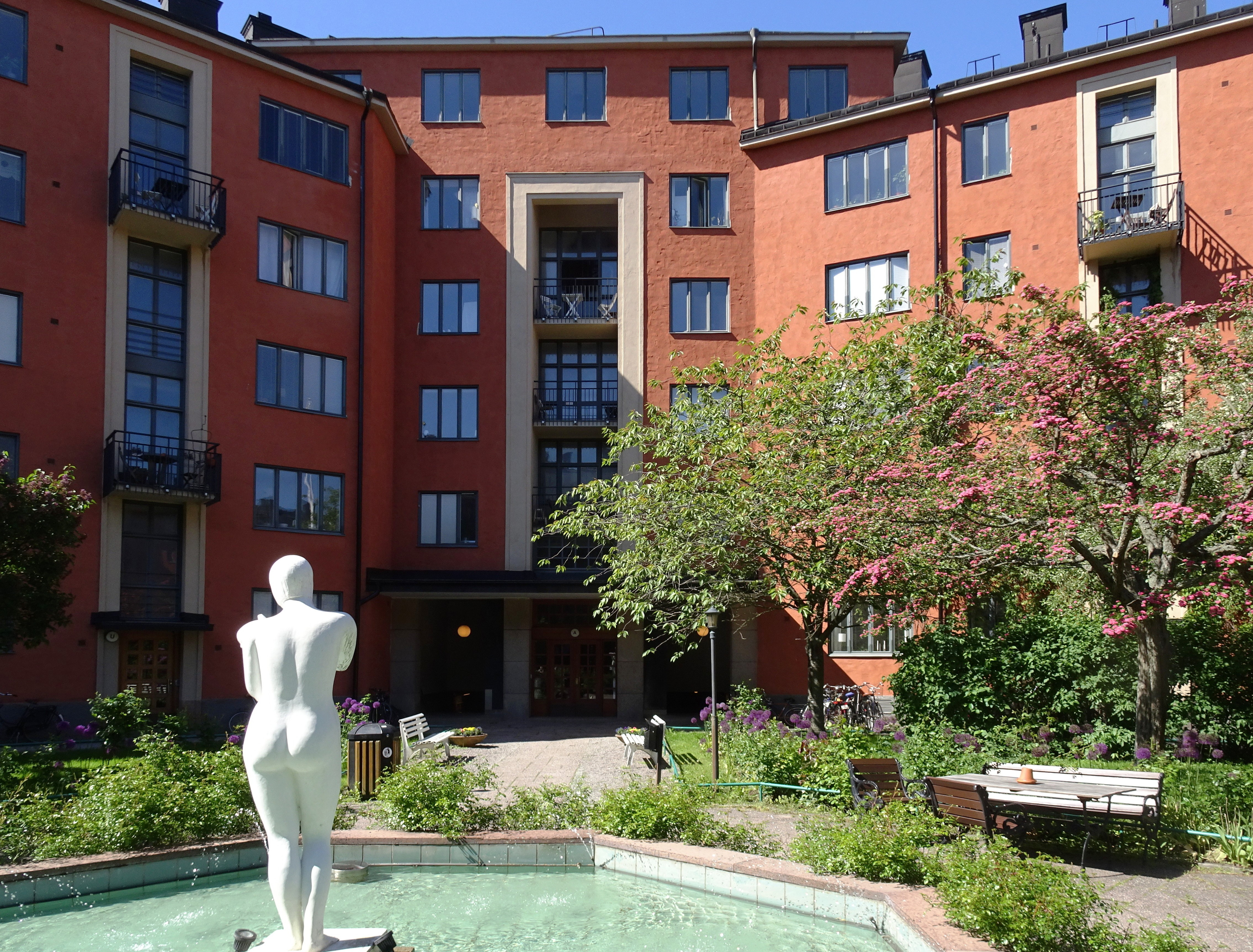
Gården.
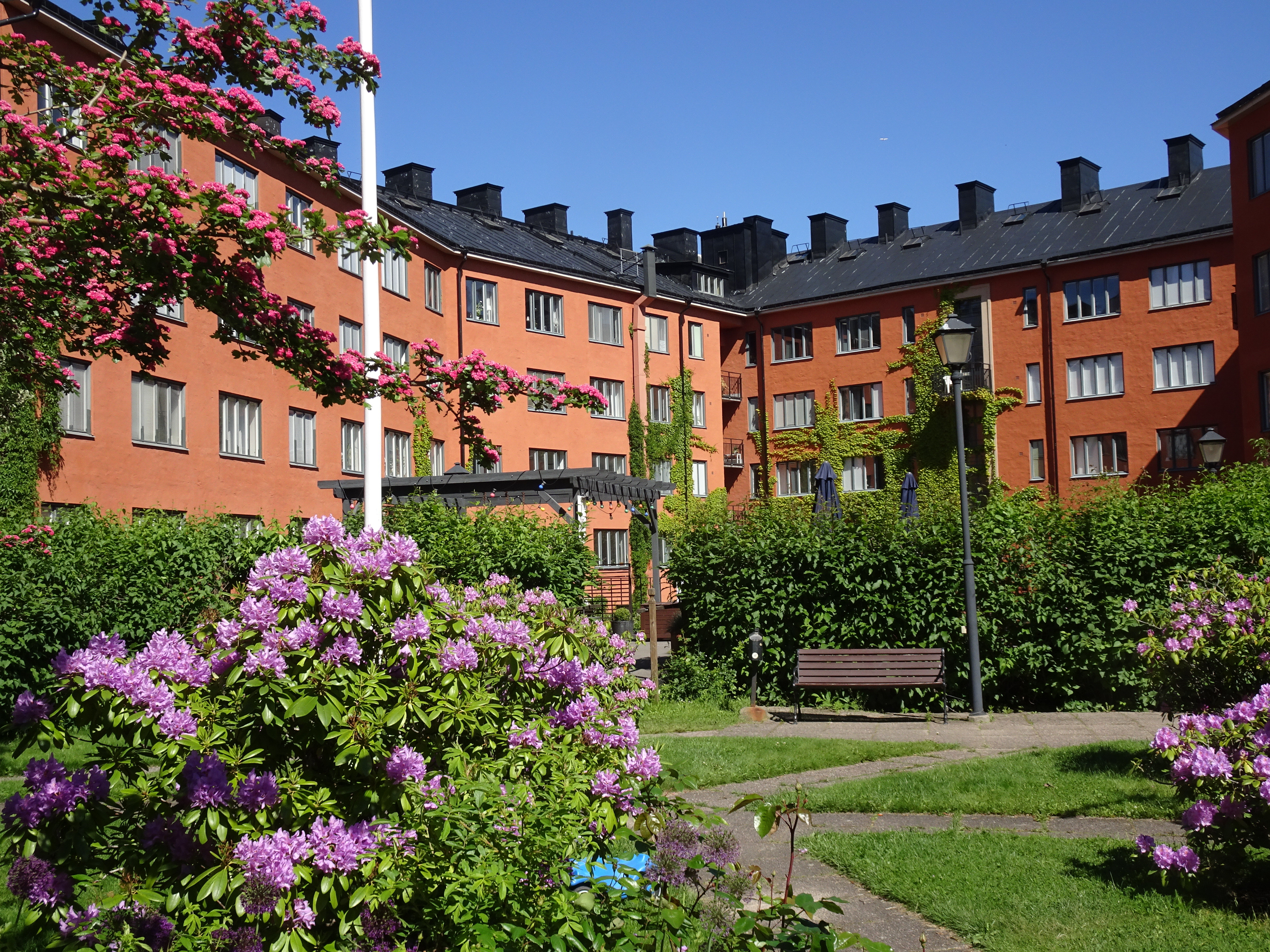
Gården.
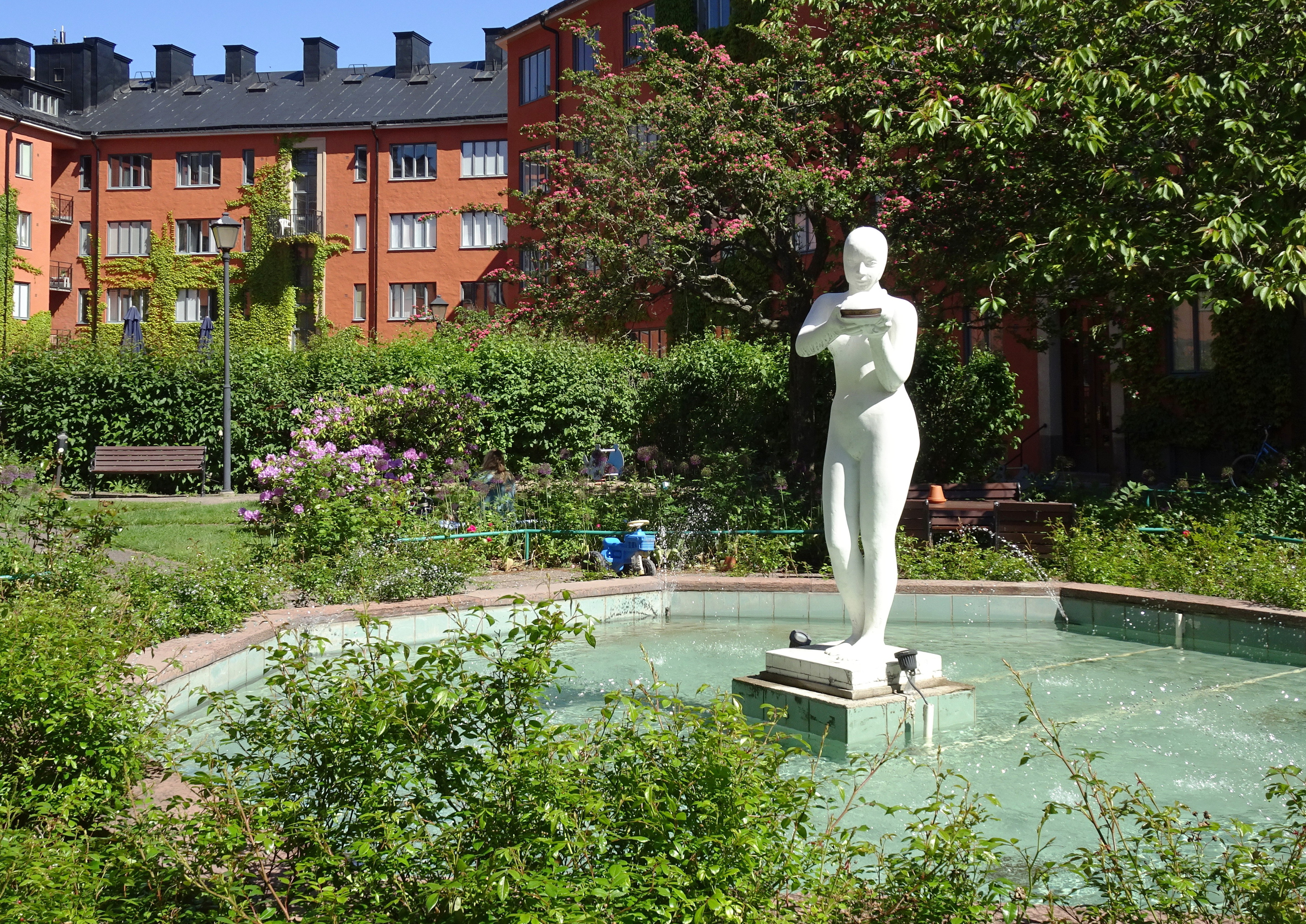
Gården.